# Interieur met hengelaar en man bij spoelrad en haspel
Interieur met hengelaar en man bij spoelrad en haspel is een schilderij door de Noord-Nederlandse schilder Quiringh van Brekelenkam in het Rijksmuseum in Amsterdam.

## Voorstelling
Het stelt een eenvoudig interieur voor met daarin twee mannen op leeftijd. De linker man, die staand is afgebeeld, lijkt net teruggekomen te zijn van het hengelen met over zijn linkerschouder een hengel en in zijn rechterhand een mandje met vissen. Hij richt zich tot de andere man die zit achter een spinnewiel en een haspel. Hij heeft zijn werk kennelijk onderbroken want hij drinkt uit een steengoed bierpul. Op de grond liggen twee knotten wol. In het verleden werd het werk gezien als pendant van Interieur met twee mannen bij het vuur van Van Brekelenkam.

## Toeschrijving en datering
Het schilderij is links onderaan de deur gesigneerd ‘Brekelenkam / 1663’.

## Herkomst
Het werk is afkomstig uit de verzameling van de Rotterdamse verzamelaar Gerrit van der Pot. Het werd op 6 juni 1808 samen met Interieur met twee mannen bij het vuur als één lot aangeboden op de boedelveiling van Van der Pot in Rotterdam. Het werd toen voor 850 gulden gekocht door J.J. de Wit voor het Koninklijk Museum, de voorloper van het Rijksmuseum Amsterdam.